# Tay FM
Tay FM est une station de radio écossaise indépendante. Elle émet sur la région de Dundee, de Perth et l'ensemble de Tayside. Elle fait partie du Big City Network, un regroupement de radios indépendantes.

## Types de programmes
Tay FM diffuse principalement de la musique du top 50. Certains programmes sont diffusés en ligne sur le site de la station.
Des journaux d'information sont cependant diffusés quotidiennement.

## Histoire
Radio Tay, une station indépendante, a commencé d'émettre le 17 octobre 1980 à Dundee, et le 14 novembre de la même année à Perth. Ses horaires étaient à l'origine compris entre 6 heures du matin et 8 heures du soir.
Le 9 janvier 1995, Radio Tay s'est séparée en Tay FM et Tay AM. Les deux stations émettent en Digital Audio Broadcasting ainsi que sur internet.

## Direction
- Président - Ally Ballingall
- Directrice des programmes - Lorraine Stevenson
- Rédacteur en chef du service des nouvelles - Alan Smith
- Rédacteur en chef du service du sport - Gavin Butler
- Rédacteur en chef du service de la musique - Graeme Waggott
- Directeur de la publicité - Ian Reilly
- Responsable de la sponsorisation - Michael Coughlin